# Goera redsomar
Goera redsomar är en nattsländeart som beskrevs av Malicky och Chantaramongkol 1992. Goera redsomar ingår i släktet Goera och familjen grusrörsnattsländor. Inga underarter finns listade i Catalogue of Life.